# Orion (Ryan Adams)
Orion è un album in studio heavy metal del cantautore statunitense Ryan Adams, pubblicato nel 2010.

## Tracce
1. Signal Fade – 2:49
2. Imminent Galactic War – 1:49
3. Disappyramid – 2:13
4. Fire Away – 1:02
5. Defenders of the Galaxy – 1:36
6. Fire and Ice – 3:49
7. By Force – 2:35
8. Ghorgon, Master of War – 2:33
9. Ariel – 1:52
10. Electro Snake – 1:44
11. Victims of the Ice Brigade – 2:06
12. 2,000 Ships – 1:48
13. End of Days – 2:26

## Formazione
- Ryan Adams - voce, chitarre
- Jamie Candiloro - batteria, sintetizzatori
- Dale Nixon - basso